# Noli me tangere (Botticelli)
Noli me tangere  è un dipinto a tempera su tavola (18x42 cm) di Sandro Botticelli, databile al 1491-1493 circa e conservato nel Philadelphia Museum of Art di Filadelfia.

## Storia
Il pannello fa parte della predella di una pala d'altare per il monastero fiorentino di Sant'Elisabetta delle Convertite a Firenze, dove era stata finanziata dall'Arte dei Medici e Speziali. Il monastero ospitava prostitute pentite, per questo la figura di riferimento era Maria Maddalena a cui è dedicata la predella.
Con la soppressione del 1808 il patrimonio dell'istituzione sacra venne disperso. La pala in particolare, oggi al Courtauld Institute di Londra, venne separata dalla predella, che era originariamente un'unica tavola lignea, venne segata in più scomparti e dopo messa sul mercato antiquario. Oggi trova al Philadelphia Museum of Art.

## Descrizione e stile
La scena mostra l'apparizione di Gesù alla Maddalena dopo la sua morte, detta Noli me tangere ("Non mi toccare") dalle parole pronunciate dal Cristo nell'episodio evangelico.
Ambientata in un giardino murato, è dotata di una semplicità arcaizzante, con gli alti alberelli e le architetture lisce e rosate che ricordano Beato Angelico: si tratta quindi di un'opera confrontabile con le ultime produzioni dell'artista, in cui il suo stile ripiegò volontariamente su modi più antiquati per meglio esprimente i profondi accordi religiosi mutuati dalla predicazione di Girolamo Savonarola.
Più moderno è il lontano paesaggio che si vede dall'arco a destra, sfumato delicatamente alla maniera di Leonardo da Vinci.